# Gynacantha chaplini
Gynacantha chaplini és una espècie de libèl·lula descrita del nord-est de Bangladesh.
L'espècie està anomenada en honor a l'actor i director britànic, Charles Chaplin, ja que la marca en forma de trapezi dels postfrons de la nova espècie s'assembla a l'icònic bigoti Chaplin.